# Мост Махтеса Арана
Мост Махтеса Арана — однопролётный каменный арочный мост на юго-востоке села Чанагчы, у дороги к селу Демирчиляр в Ходжалинском районе Азербайджана.
В период с 1992 по 2020 год территория, на которой располагается мост, контролировалась непризнанной Нагорно-Карабахской Республикой (НКР). В октябре 2020 года в ходе Второй Карабахской войны местность вернулась под контроль Азербайджана.
Согласно сохранившейся на фасадном камне моста армянской надписи, построен в 1663 году, «в память паломника Арана».
Длина моста — 6 метров, ширина — 3,1 м., высота свода над водой —  4,35 м.
Недействующий, но целый. В 2013 году был расчищен от зарослей.